# Fidal
Pour les articles homonymes, voir Fédération italienne d'athlétisme.
 (mars 2021).
 (septembre 2014).
Fidal est le premier cabinet d’avocats d’affaires en France et deuxième en Europe continentale de par la taille et le chiffre d’affaires, avec environ 1 300 avocats et juristes en France et des partenaires dans 150 pays.

## Activités
Fidal conseille et défend les intérêts de 80 000 clients composés à la fois d'entreprises du CAC 40, de groupes internationaux, d'ETI, de PME, de collectivités publiques, d’associations et d’organismes sans but lucratif, tant au niveau local qu’à l’international. 
Le chiffre d'affaires du cabinet est en croissance de 8 % en 2017-2018, pour atteindre 363,2 millions d'euros au cours de l'exercice clos le 30 septembre 2018, ce qui conforte la place du cabinet comme premier cabinet d'avocats d'affaires français de par le chiffre d'affaires et l'effectif d'avocats.
Les activités du cabinet sont réparties entre les avocats selon le modèle de la multi-spécialisation. Elles recoupent ainsi tous les domaines du droit des affaires, déclinés en différents départements : droit fiscal, droit des sociétés et droit boursier, droit social, droit de la concurrence et de la distribution, droit de la propriété intellectuelle, droit des technologies de l'information, droit public, règlement des contentieux, droit de l'environnement, droit du patrimoine, etc.
À ces départements s'ajoutent d'assez nombreux pôles d'expertise couvrant plusieurs domaines d'activité traditionnels, ainsi que des expertises sectorielles : droit boursier, droit de l'environnement, droit de la santé, droit des organismes sans but lucratif (OSBL), etc.

## Historique

### Fondation
Le 15 décembre 1922, Albert Liothaud, expert-comptable, établit à Grenoble La Fiduciaire de France. Il venait de transposer en France un modèle ayant attiré son attention lors d'un séjour en Suisse : les fiduciaires. Ces sociétés implantées au sein des banques permettent d'en étendre les activités aux opérations de gestion et de conseils comptables et fiscaux. 
En 1923, les frères Fernand et Léon Galtier, dirigeants d’un cabinet d’expertise, rejoignent le comité de direction de La Fiduciaire de France. Le cabinet quitte ses modestes locaux et s’installe sis 12 rue de Penthièvre à Paris. Le 14 décembre 1923, l'assemblée générale extraordinaire décide une augmentation de capital réservée aux frères Galtier et la création d'un comité de direction de quatre membres, Albert Meary y faisant son entrée. Cette structure a persisté jusqu'à la Seconde guerre mondiale. 
À partir de 1924, Albert Meary développe les activités de conseil juridique, fiscal et comptable. Il ouvre des filiales.  
À l'époque, ni la profession d'expert-comptable ni celle de conseil juridique et fiscal ne sont organisées mais une disposition fiscale de 1925 reconnaît déjà le droit pour les contribuables vérifiés de se faire assister par un conseil de leur choix. 
En 1925, l'entreprise compte cinq directions : Paris, Lyon, Rouen, Lille, Nancy, 16 collaborateurs et 100 abonnés. À la fin de 1928, la Fiduciaire de France compte déjà 11 directions régionales à Grenoble, Saint-Étienne, Mulhouse, Charleville-Mézières et 24 bureaux dont celui de Roubaix. Plusieurs facteurs contribuent à cette expansion, car cette année là, la révision des bases du revenu foncier des établissements industriels fournit au service fiscal ses premiers clients. La loi du 7 mars 1925 créant les SARL sert de tremplin au service sociétés. La loi du 1er avril 1926, imposant la tenue d'une comptabilité aux entreprises réalisant un chiffre d'affaires important, assure le développement du service comptable. 
En 1935, l'entreprise compte 43 directions et bureaux, 235 collaborateurs, 5 000 abonnés. En 1936, La Fiduciaire fête son dixième million de francs d’honoraires (anciens francs). 
Le gouvernement de Vichy organise la profession d'expert-comptable par la loi du 3 avril 1942.

### Après-guerre
À la Libération, l'ordonnance du 19 septembre 1945 fixe de nouvelles conditions d'exercice. Elle crée l'Ordre des experts-comptables. La scission devient  incontournable entre les activités comptables d’une part, et les activités juridiques et fiscales d’autre part. La Fiduciaire de France (futur KPMG SA) est conservée comme société d’expertise comptable et la Société Juridique et Fiscale de France (futur FIDAL) regroupe les activités de conseil juridique et fiscal. Cependant, jusqu'en 2003, les deux branches partageront les mêmes locaux que ce soit au siège de Levallois-Perret ou dans les filiales.  
En 1955, le service Fiscal compte 140 personnes et réalise 4,12 millions de francs d’honoraires avec 200 directions et bureaux, 235 collaborateurs, plus de 25000 abonnés en France métropolitaine et en Afrique du Nord. Décès d'Albert Méary. 
En 1967, le service Fiscal compte 235 personnes et réalise 23,5 millions de francs d’honoraires.
En 1971, une loi réforme la profession juridique et crée le titre de « Conseil juridique », en vue de rapprocher les avocats et les conseils juridiques (ce qui deviendra effectif en 1992). La Société Juridique et Fiscale de France (FIDAL) exclut alors de son actionnariat tout profil n‘ayant pas le titre de conseiller juridique ou d'avocat. Ses bureaux conservent une large autonomie de fonctionnement et de gestion afin de leur permettre d'être de véritables centres d'action au niveau d'un département. Ils sont rattachés à une direction régionale laquelle dépend du siège à Paris.  
En 1992, l'entreprise adopte de manière définitive le nom de Fidal, Société d’Avocats. En 1997, le capital de Fidal est détenu de manière exclusive par des avocats en activité au sein du cabinet Fidal.  
À l'avènement du XXIe siècle, Fidal et son confrère KPMG International scellent un accord de coopération prioritaire mais non exclusif, et de partage de connaissances. Cet accord est renouvelé en 2011.  
En octobre 2012, Régis Lassabe et Yves de Sevin ont été nommés respectivement Président du directoire et directeur général de Fidal.
En juillet 2018, KPMG décide de ne pas renouveler cet accord, et fonde sa propre structure d'avocats « KPMG Avocats ».  Fidal refuse de la rejoindre mais les discussions sont ouvertes pour une éventuelle cession de son activité « mobilité internationale ».
En octobre 2018, Yves de Sevin est élu président du directoire. Il exercera ces fonctions jusqu’en 2020, aux côtés de Régis Lassabe, désormais directeur général.
Dans le contexte de crise de gouvernance au printemps 2020, un nouveau directoire est élu, présidé par François de Laâge de Meux.

### Crise en 2019-2020
En février 2019, 130 avocats du cabinet Fidal, soit l'ensemble des 50 avocats de l'équipe mobilité internationale, plus 80 fiscalistes, tous exerçant au sein du bureau parisien, annoncent simultanément leur départ vers la société de conseil tax & legal, cabinet de commissariat aux comptes KPMG, lequel avait récemment créé une activité d'avocats d'affaires sous le nom de "KPMG Avocats". Cette coïncidence conduit la direction générale de FIDAL à dénoncer une manœuvre déloyale de son ancien partenaire, violant l'accord de 2011. Ce départ massif, une première au sein de la profession d'avocat en France, provoquera une perte de chiffre d'affaires de l'ordre de 8 % à 10 %. Le cabinet ne distribue pas de dividendes l'année 2019.  
La hache de guerre est enterrée en juillet 2020, à l'issue d'une longue négociation et de la mise en place d'une commission arbitrale.
Le cabinet connaît cependant une crise liée à la fois à la concurrence de KPMG et à un plan d'économies contre-productif.

### 2022, Fidal a 100 ans
En juillet 2022, Fidal fête ses 100 ans d'existence à l'Hippodrome de Longchamp et révèle à cette occasion sa nouvelle identité de marque. En janvier 2023, après 30 ans de collaboration, Fidal avocats et l'ONM (Office Notarial de la Madeleine) créent Fidal Notaires .